# 板橋町
板橋町（いたばしまち）は、かつて東京府北豊島郡に存在した町。1889年（明治22年）に市制町村制によって誕生した。北豊島郡役所の所在地でもあった。歴史的な板橋のうち、東側の部分に相当する。
それ以前の武蔵国豊島郡下板橋村（しもいたばしむら）、下板橋宿（しもいたばししゅく）も一部の地域（旧金井窪村、中丸村など）を除けばほぼ同じ領域のため、本項であわせて記述する。

## 地理
現在のJR埼京線板橋駅から都営地下鉄三田線板橋本町駅、東武東上本線中板橋駅にかけての地域である。板橋区の南東部分であり、地名では板橋、稲荷台、大山金井町、大山東町、大山西町、大山町、加賀、熊野町、幸町、栄町、中板橋、仲宿、仲町、中丸町、氷川町、富士見町、双葉町、本町、大和町のほぼ全域および南町の大半、豊島区高松の一部に相当する。
武蔵野台地上にあるが、北端に石神井川、南端に谷端川が流れているため、それぞれに向かって傾斜となっている。
- 河川：石神井川（石神井用水）、千川上水（千川用水）、谷端川

### 地名
- 大字 下板橋
  - 字 東宿裏、稲荷台、東原、番場、金子、山之上、浮田、平尾裏、水道向、海道向、境久保、原前、山中、土合、堰ノ上、久保田、西宿裏、根村、西原、金沢
- 大字 滝野川
  - 字 北谷端、平尾
- 大字 金井窪
  - 字 東、東前、西前、西、西原
- 大字 中丸
  - 字 川原、前、南、北裏、中原
- 大字 池袋
  - 字 沼田、原前、内袋、中原

## 歴史
- 安土桃山時代以前については板橋郷を参照。
- 1932年（昭和7年）以降については板橋区を参照。

板橋の地名はすでに平安時代から室町時代初期までには存在しており、江戸時代初期に上板橋村と下板橋村に分割された。
江戸時代には野方領に属した。正保元禄の改より後における正式な村名は「下板橋宿」であるが、一般に「下板橋村」と呼ばれることが多く、また一部の公文書では「下板橋町」と書かれることもあった。中山道の第一宿としては「板橋宿」と呼ばれており、江戸四宿のひとつであった。板橋宿と呼ぶ場合、下板橋村の宿場町部分をさすことが多い。また、川越街道（川越児玉往還）の宿場町としては「下板橋宿」と呼ばれていた。
江戸時代初期には根村、山中、馬場（番場）、平尾などのいくつかの小名に分かれていた。後に宿場町として整備されると、根村が「上宿」を、山中が「仲宿（中宿）」を、後に平尾が「平尾宿」を担当した。平尾宿は宿場が発展してから拡張された部分であり、これにより、板橋宿は江戸と町屋が連続し、ほぼ一体化してしまった。平尾宿は本来「下宿」とするべきだが、「下板橋宿」との混同を避けるために分村名がそのまま残された。
現在、この「平尾」の地名は旧中山道と国道17号の交差する板橋一丁目の交番名に残っている。なお、平尾の語源はかつての「武蔵国豊島郡広岡郷」とする説がある。また、板橋区となるまでは番場の名も小字名として残されていた。また、板橋宿の周辺にあった前述の各村は畑（特に大根畑）あるいは平原（板橋の原、平尾の原）であったが、北西側は加賀藩の下屋敷が広い土地を占めていた。
明治時代に入り、1878年（明治11年）に北豊島郡が誕生すると郡役所（下板橋902番地ほか）が置かれたが、1883年（明治16年）に日本鉄道本線（後のJR東北本線）上野駅 - 熊谷駅間が開業したり、1884年（明治17年）の大火で板橋宿の大半が焼失したり、1885年（明治18年）日本鉄道山手線の品川駅 - 赤羽駅間が開通しあわせて板橋駅が開業するものの板橋宿のかなり端のほうに設置されたりしたことなどから客足は遠のき、江戸時代の面影は見る影もないほど寂れてしまい、板橋宿は板橋遊郭へと変貌してしまった。
1889年（明治22年）に市制町村制が開始されると、下板橋宿は金井窪村、中丸村（池袋村の分村）および池袋村飛地、上板橋村飛地と滝野川村の一部と合併して板橋町となり、1932年（昭和7年）の板橋区の成立時には板橋町一 - 十丁目となった。なお、この区分による「板橋町一 - 四丁目」と、1965年（昭和40年）の住居表示実施以降現在使用されている区分「板橋1 - 4丁目」とは、対応区域が全く異なるため注意が必要である。
旧連合戸長役場、後の町役場庁舎は現在の仲宿55、56番辺り（大字下板橋2128番地）にあり、1897年（明治30年）7月に現在の仲宿44番へ移転した。その後は仲宿ふれあい広場として整備されている。

### 沿革・年表
- 江戸時代初期：板橋村が上板橋村（上板橋宿）と下板橋村（下板橋宿）に分割される。
- 1868年（慶応4年、明治元年）8月7日（旧暦6月19日）：武蔵知県事管轄区域となる。
- 1869年（明治2年）
  - 3月10日（旧暦1月28日）：大宮県設置。
  - 11月2日（旧暦9月29日）：大宮県が浦和県に改称される。
- 1872年（明治5年）1月8日（旧暦1871年（明治4年）11月28日）：浦和県から東京府に編入される。また、同時に大区小区制により郡・町・村の呼称が廃され、第四大区十七小区に編入される。
- 1874年（明治7年）：区画改正により下板橋宿、金井窪村、中丸村は上板橋村、長崎村と共に第九大区四小区となる（戸長は下板橋宿）。
- 1878年（明治11年）11月：大区小区制が廃され、郡区町村編制法により北豊島郡が設置される。郡役所は板橋町内に設置。
- 1884年（明治17年）：
  - 連合戸長役場が設置され、下板橋宿は単独で戸長に、金井窪村、中丸村は池袋村との三ヵ村連合となる（連合戸長役場は池袋村）。
  - 大火により板橋宿の大半が焼失。
- 1889年（明治22年）4月1日：市制町村制により、下板橋宿は金井窪村、中丸村および池袋村飛地、上板橋村飛地と滝野川村の一部と合併され板橋町となる。
- 1897年（明治30年）7月：町役場庁舎移転。
- 1914年（大正3年）2月：町役場庁舎改築。
- 1932年（昭和7年）10月1日：東京市編入により、板橋町は上板橋村、志村、赤塚村、練馬町、上練馬村、中新井村、石神井村、大泉村と合併され、板橋区となる。

## 行政
町長、助役、収入役は以下の通り。

### 町長
- 飯田春教[2]
- 平山萬蔵[2]
- 花井源兵衛 1889年6月 - 1892年5月
- 青山五郎右衛門[4] 1892年7月 - 1899年6月
- 青山菊次郎 1899年3月 - 1909年3月
- 松村孫兵衛 1909年6月 - 1911年10月
- 宮本知遠 1911年10月 - 1916年4月
- 豊田保之丞 1916年6月 - 1917年7月
- 宮本知遠 1917年8月 - 1918年12月
- 松村孫兵衛 1918年12月 - 1921年1月
- 上杉章雄 1921年1月 - 1923年8月
- 花井源造 1923年9月 - 1925年
- 田中端 1925年 - 1926年
- 上杉章雄 1926年4月 - 1927年
- 花井源兵衛 1927年7月 -
- 水村清

### 助役
- 青山五郎右衛門 1889年6月 - 1892年7月
- 瀬田吉兵衛 1892年7月 - 1893年1月
- 河野浪三郎 1893年2月 - 1896年7月
- 大野久兵衛 1896年8月 - 1899年3月
- 河野栄次郎 1899年5月 - 1903年
- 大野久兵衛 1903年9月 - 1907年4月
- 辻村四方吉 1907年4月 - 1908年12月
- 豊田伝之助 1909年3月 - 1914年2月
- 松田勘治 1914年4月 - 1915年6月
- 永森哲治 1915年6月 - 1918年11月
- 山川省 1919年2月 - 1923年2月

### 収入役
- 藤原源兵衛 1890年4月 - 1891年6月
- 相原善吉 1892年3月 - 1892年5月
- 飯田昌春 1892年5月 - 1906年9月
- 豊田保之丞 1906年10月 - 1910年10月
- 河野正次郎 1910年10月 - 1911年2月
- 宮本知遠 1911年3月 -

### 施設
- 北豊島郡役場
- 板橋警察署
- 板橋郵便局（三等局）
- 板橋電話局
- 板橋町外十五ヶ町村組合伝染病院

## 経済

### 産業
- 主な産業商 - 業、工業、農業ともに盛ん。
  - 商業 - 旧・板橋宿に由来する店舗が立ち並び、周辺地域の経済の中心地である。
  - 工業 - 増加傾向にある。
  - 農業 - 町の大半は耕地であり、米、穀物、野菜を生産している。

商工業
- 『日本商工営業録 明治31年9月刊（第1版）』によると、萬屋（鈴木、物品販売業、米穀漬物卸小売）、川野屋（倉田、物品販売業、白米雑穀卸小売）、萬屋（鈴木、物品販売業、白米荒物卸小売）、池田屋（大野、物品販売業、穀物卸小売）、花井屋（花井、物品販売業、白米荒物卸小売）、伊勢孫（松村、金銭貸付業、金銭貸付）、岡田屋（岡田、金銭貸付業、質商）、藤屋（伊藤、物品販売業、荒物下駄炭煙草銘酒小売）、金岡屋（平田、物品販売業、塩油肥料卸小売）、岡崎屋（大塚、物品販売業、酒類醤油味噌卸小売）、油金（金子、物品販売業、油荒物卸小売）、榎庄（榎本、物品販売業、白米雑穀卸小売）、折原商店（折原、物品販売業、薪炭卸小売）、足立屋（椎橋、物品販売業、呉服太物卸小売）、河野屋（河野、物品販売業、白米酒類卸小売）、山口商店（山口、物品販売業、白米乾物薪炭卸小売）、梅川（醍醐、物品販売業、魚類小売）、喜内古屋（山崎、料理店業、寿司兼飲食店）、瀬田（金銭貸付業、質商）、小松屋（藤原、料理店業料理）、豊島屋（板橋、物品販売業、呉服太物卸小売）がいる[5]。
- 『日本紳士録』によると、白米商の田中がいる[6]。

### 地主・家主
『日本紳士録』によると、板橋町の地主・家主は、飯田、瀬田、田中などがいた。

## 地域

### 教育
- 板橋町立板橋尋常高等小学校（旧・第1大学区第4中学区4番板橋小学校、現・板橋区立板橋第一小学校）
- 板橋幼稚園

### 相談
- 飯田宇兵衛（代書業）[11]

## 交通

### 鉄道路線
- 日本鉄道→国鉄山手線
  - 板橋駅
- 東上鉄道→東武鉄道東上本線
  - 下板橋駅 - 金井窪駅 - 大山駅

### 道路
- 国道5号（後に9号、現・国道17号）中山道
- 仮定県道川越街道
- 王子新道

## 名所・旧跡・観光スポット・祭事・催事

### 神社
- 板橋宿氷川神社（村社）
- 根村氷川神社（無格社）
- 山中轡神社（無格社）
- 中丸熊野神社（無格社）
- 金井窪子易神社（無格社）

### 宗教
- 東光寺
- 乗蓮寺
- 日曜寺
- 智清寺
- 観明寺
- 遍照寺跡 - 戦後の板橋区時代に復活
- 縁切榎
- お多福弁天

### 遺跡・その他
- 板橋宿本陣跡
- 板橋宿脇本陣跡
- 板橋宿大木戸跡
- 平尾一里塚跡
- 加賀藩下屋敷跡
- 板橋 (石神井川)、新板橋
- 近藤勇の墓

## 出身・ゆかりのある人物

### 政治・経済
- 飯田高央（地主、家主、東京市会議員、板橋区会議員）
- 瀬田吉之助（地主[9]、資産家[12]、板橋町会議員、瀬田不動産合資会社代表社員、鍋屋合資会社代表社員）
- 瀬田吉兵衛[8]（地主[7]）
- 瀬田醻一（東京府多額納税者[13]、鍋屋、地主、家主、金融業、政治家、東京市会議員）[8][9]

### 芸能
- 浮田左武郎（俳優）